# دي اس ام (شركة)

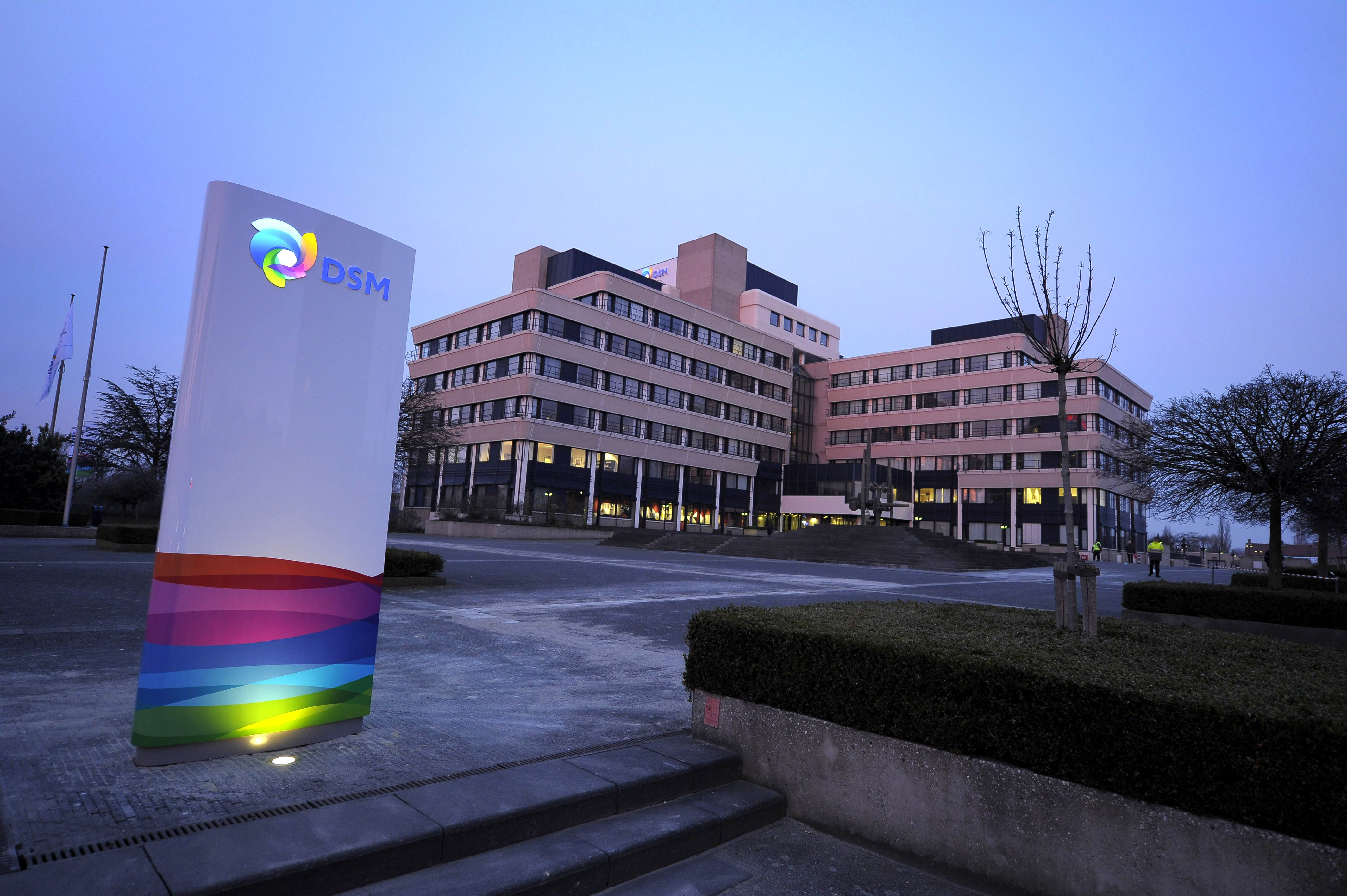
مقر DSM ، هيرلين ، هولندا 2011

رويال دي اس ام (شركة كونينكليكي دي اس ام )، هي شركة هولندية متعددة الجنسيات تعمل في مجالات الصحة والتغذية والمواد. يقع مقرها الرئيسي في هيرلين ، في نهاية عام 2017 ، قامت الشركة بتوظيف 21054 شخصًا في حوالي 50 دولة، وبلغت مبيعاتها الصافية 8.632 مليار يورو.